# Éditions du Cavalier bleu
Pour les articles homonymes, voir Cavalier bleu.
Le Cavalier bleu est une maison d'édition française.
Son nom provient du groupes d'artistes Le Cavalier bleu, dont la société dit partager « le même désir de rompre avec la tradition et le refus de tout dogmatisme. »

## Présentation
Créé en 2000 par Marie-Laurence Dubray, Le Cavalier bleu publie des ouvrages de sciences humaines.
Les premiers titres ont vu le jour en 2001 dans la collection « Idées reçues », qui compte désormais plus de deux cents titres. D'autres collections sont venues enrichir le catalogue par la suite : « Mobilisations », « Libertés Plurielles », « Comment je suis devenu… », « Myth'O », « Lieux de… » et « eDDen ».
Les éditions du Cavalier bleu sont membres de l'Alliance internationale des éditeurs indépendants.